# Santi Fabiano e Venanzio
Santi Fabiano e Venanzio, conhecida também como Santi Fabiano e Venanzio a Villa Fiorelli, é uma igreja titular de Roma, Itália, localizada na esquina da Via Terni com a Piazza di Villa Fiorelli, no quartiere Tuscolano. É dedicada ao papa São Fabiano e a São Venâncio de Camerino. O cardeal-presbítero protetor do título cardinalício de Santos Fabiano e Venâncio na Villa Fiorelli é Carlos Aguiar Retes, arcebispo da Cidade do México e primaz do México.

## História
A paróquia foi criada pelo papa Pio XI (r. 1922–1939) em 1933, depois que a antiga igreja dos camerinenses, Santi Venanzio e Ansovino, no rione Campitelli, foi demolida. Ela foi inaugurada como igreja regional de Camerino em 1936 e desde então é servida pelo clero da Diocese de Roma. É um projeto de Clemente Busiri Vici, com três naves, corredores laterais estreitos e um teto levemente inclinado. Porém, a igreja só foi formalmente consagrada em 1959 pelo monsenhor Luigi Traglia.
Em 1973, o papa Pio VI, através da constituição apostólica Eccleasiae Sanctae, criou o título cardinalício de Santos Fabiano e Venâncio na Villa Fiorelli com sede em Santi Fabiano e Venanzio.

## Descrição

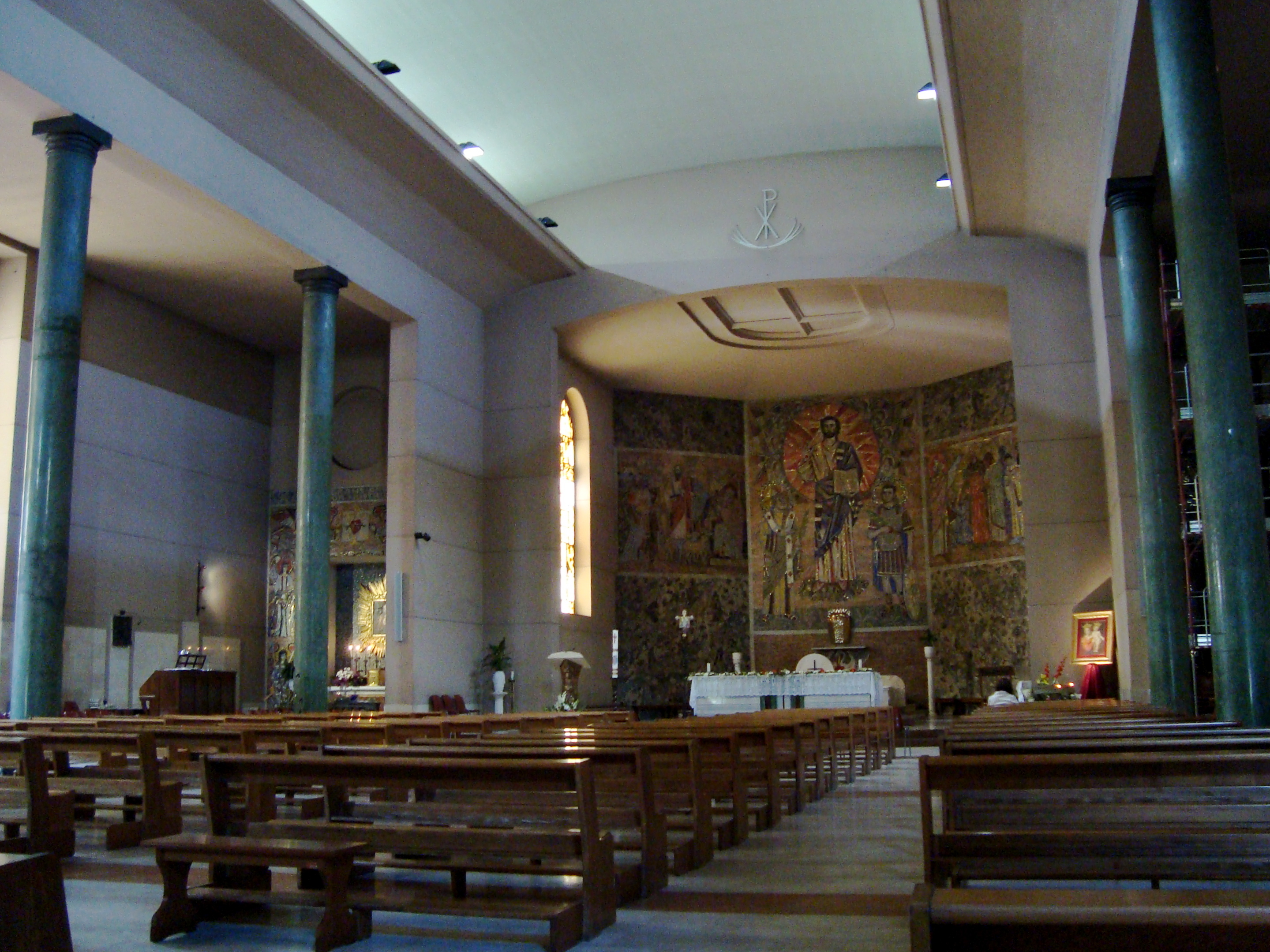
Interior

Na fachada da igreja estão duas lápides comemorativas. A primeira recorda o bombardeio aliado de Roma em 13 de agosto de 1943, que deixou 1 500 mortos e destruiu, em parte, a igreja, que logo depois recebeu uma visita do papa Pio XII (r. 1939–1958). A segunda recorda Dom Andre Santoro, sacerdote que foi pároco desta igreja entre 1994 e 2000 que foi assassinado na Turquia em 5 de fevereiro de 2006. 
O interior se apresenta em três naves. O presbitério é coroado por um mosaico que recobre uma parede inteira e representa Cristo em posição de benção com os santos Fabiano e Venâncio. Em diversos pontos da igreja estão obras de arte oriundas da demolida igreja de Santi Venanzio e Ansovino. 